# Моровис (Порторико)
Моровис (шп. Morovis) је општина у америчкој острвској територији Порторико, острвској држави Кариба.

## Демографија
По попису из 2010. године број становника је 32.610, што је 2.645 (8,8%) становника више него 2000. године.
| Група             | 2000.          | 2010.          |
| Белци             | 167 (0,6%)     | 142 (0,4%)     |
| Афроамериканци    | 894 (3,0%)     | 1.689 (5,2%)   |
| Азијати           | 21 (0,1%)      | 26 (0,1%)      |
| Хиспаноамериканци | 29.770 (99,3%) | 32.425 (99,4%) |
| Укупно            | 29.965         | 32.610         |